# Союз эсперантистов советских республик
Сою́з эсперанти́стов сове́тских респу́блик, СЭСР (эсп. Sovetrespublikara Esperantista Unio). В июне 1921 года на 3-м Всероссийском съезде эсперантистов в Петрограде был основан Сою́з эсперанти́стов сове́тских стра́н (эсп. Sovetlanda Esperantista Unuiĝo). В 1927 году он был переименован в Союз эсперантистов советских республик. Генеральным секретарём СЭСР с 1921 по 1936 годы был Э. К. Дрезен.
Хотя официально Союз эсперантистов советских республик не был распущен, фактически его деятельность прекратилась в 1937 году, когда все его руководители были репрессированы. В 1956 году, после XX съезда КПСС, в Москве состоялось собрание, на котором было принято решение о восстановлении СЭСР. Однако секретарь обкома КПСС А. Никифоров отменил решение, а присутствовавшие на собрании члены КПСС получили партийные взыскания.

В 1989 году на Всесоюзной конференции эсперантистов в Москве было принято решение о возобновлении деятельности Союза эсперантистов советских республик на базе Ассоциации советских эсперантистов. В том же году СЭСР вступил во Всемирную ассоциацию эсперанто. В связи в распадом СССР на 10-м съезде СЭСР было принято решение преобразовать СЭСР в Российский союз эсперантистов, РоСЭ (эсп. Rusia Esperantista Unio, REU).

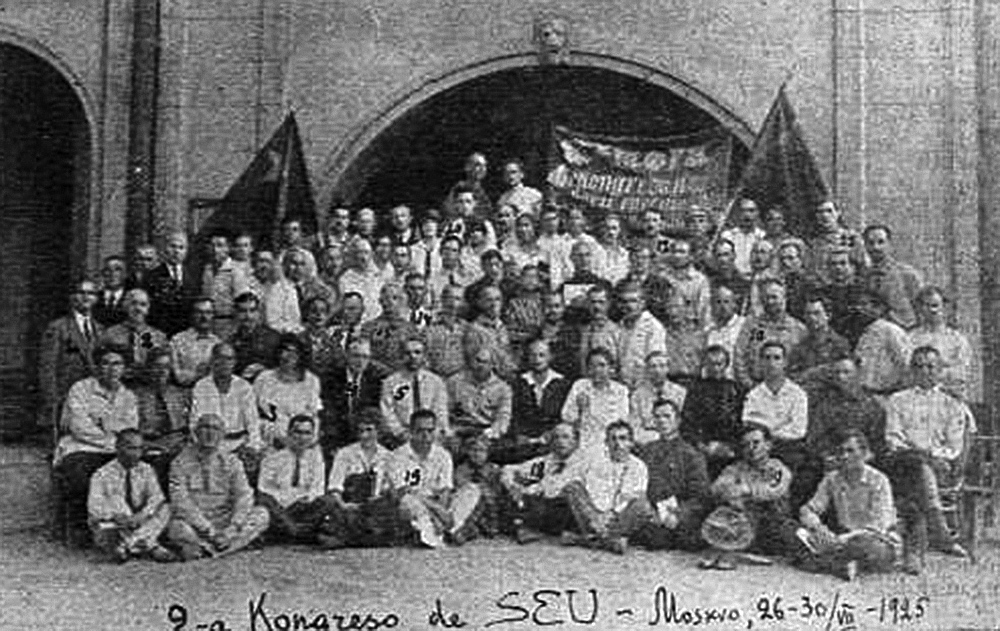
Второй конгресс Союза эсперантистов советских стран, Москва, июль 1925 года
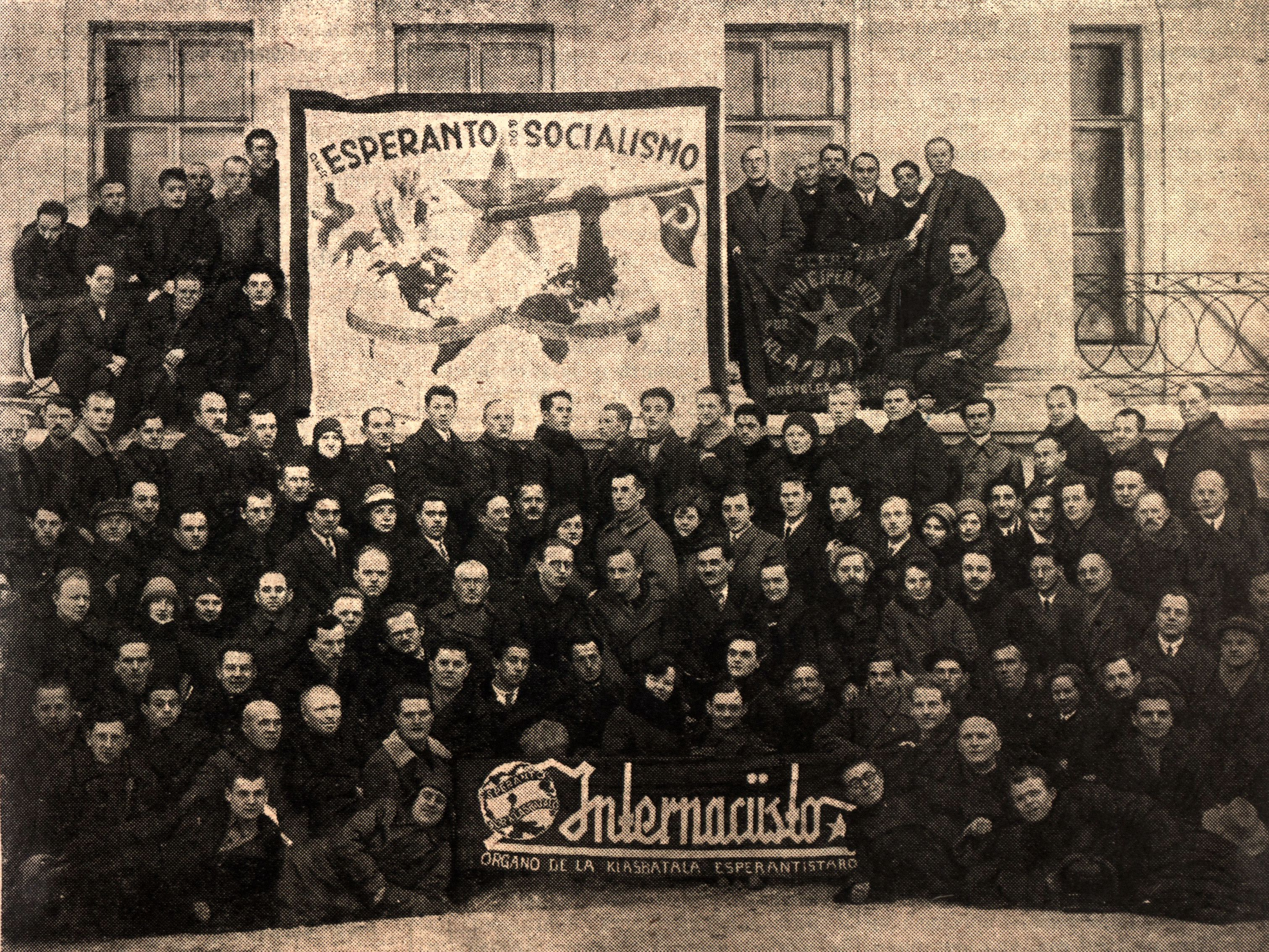
Пятый конгресс, Москва, 25—28 ноября 1931 года